# 富豪B12BLE
富豪B12BLE（英語：Volvo B12BLE）是一款特低地台市内与城际巴士底盘，配有后置水平引擎，于2001年首次亮相。它是富豪B10BLE的替代者，被用于欧洲及澳大利亚的單層巴士上。

## 特點

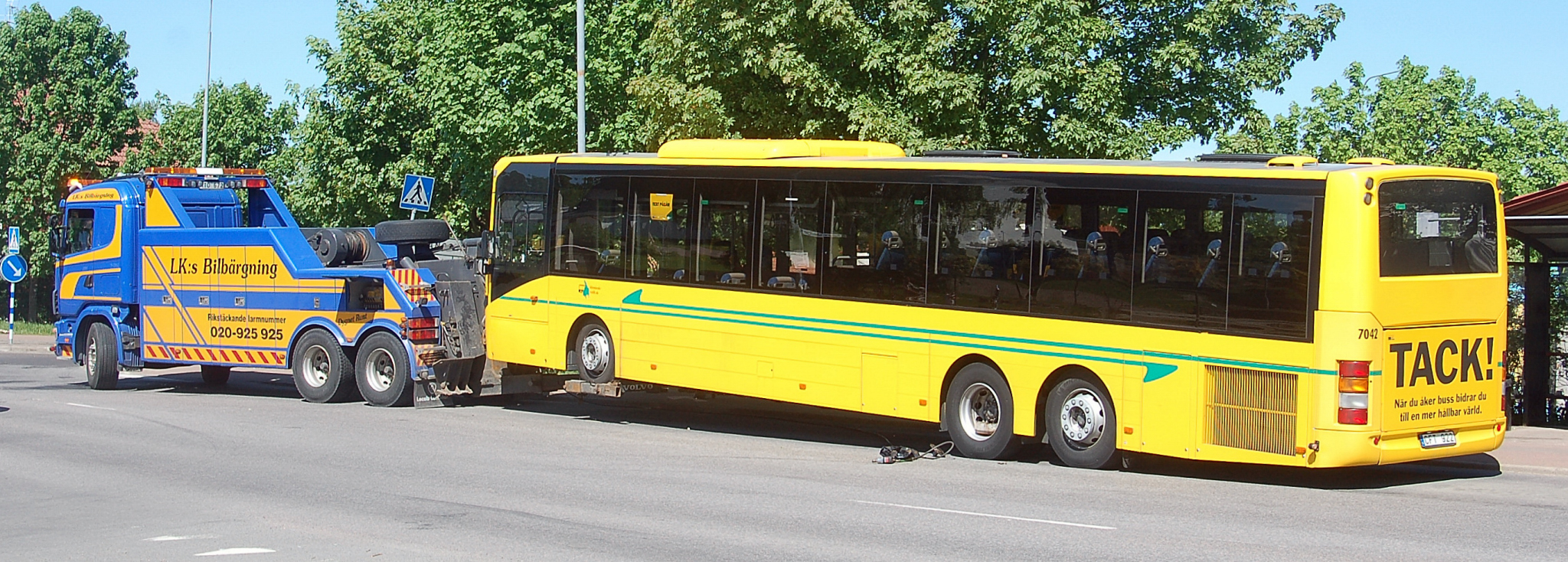
配有沃尔沃Säffle 8500LE车身及富豪B12BLE底盘的巴士

B12BLE的特点是配备了12升规格的沃尔沃DH12引擎，该引擎基于沃尔沃FH卡车的D12引擎。DH12D引擎达到了欧3排放标准，DH12E引擎通过SCR技术，达到了4级和5级标准。其发动机水平安放，这一点与B10BLE相同。散热器则安装于右后方。

## 歷史
自2001年推出至2005年间，它可以搭配符合欧3标准的DH12D引擎、采埃孚Ecomat2或福伊特D864.3E自动变速箱进行使用。从2004/2005年开始，B12BLE配备了更新的电气系统。可使用六速采埃孚6HP602C，福伊特D864.3E以及沃尔沃I-Shift变速箱。
2006年，B12BLE底盘开始升级使用DH12E引擎，以及采埃孚Ecomat4 / 福伊特D864.5变速箱，以达到欧4及欧5的排放标准。
自2005年以来，B12BLE底盘在铰接客车上亦有应用，即B12BLEA型号。B12BLE亦可用于刚体客车，多轴客车以及铰接客车。

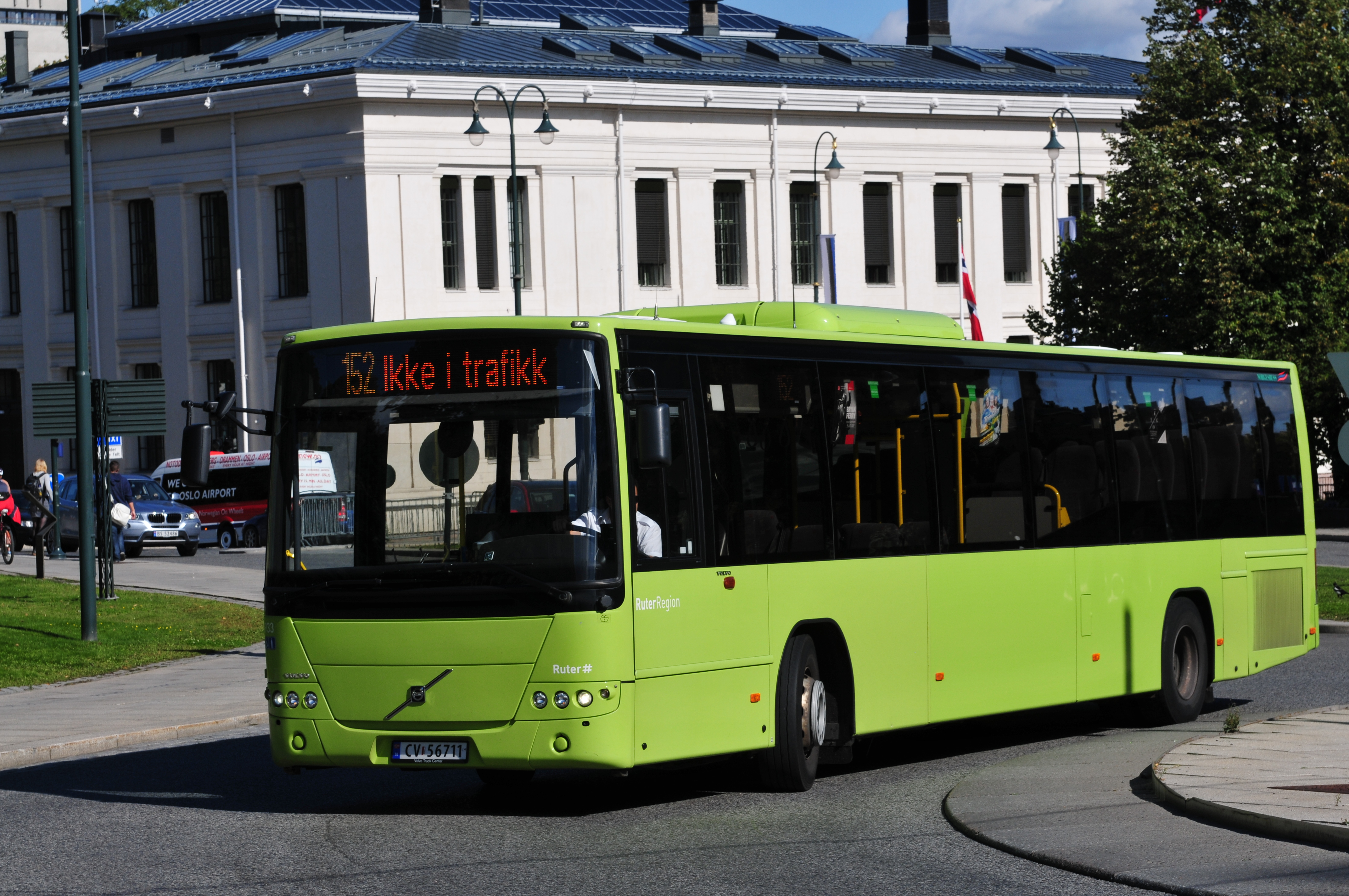
挪威奥斯陆Norgesbuss公司一辆配有沃尔沃8700LE车体及沃尔沃B12BLE底盘的巴士

在欧洲，沃尔沃8500LE与沃尔沃8700LE上均采用了B12BLE底盘。

## 澳大利亚

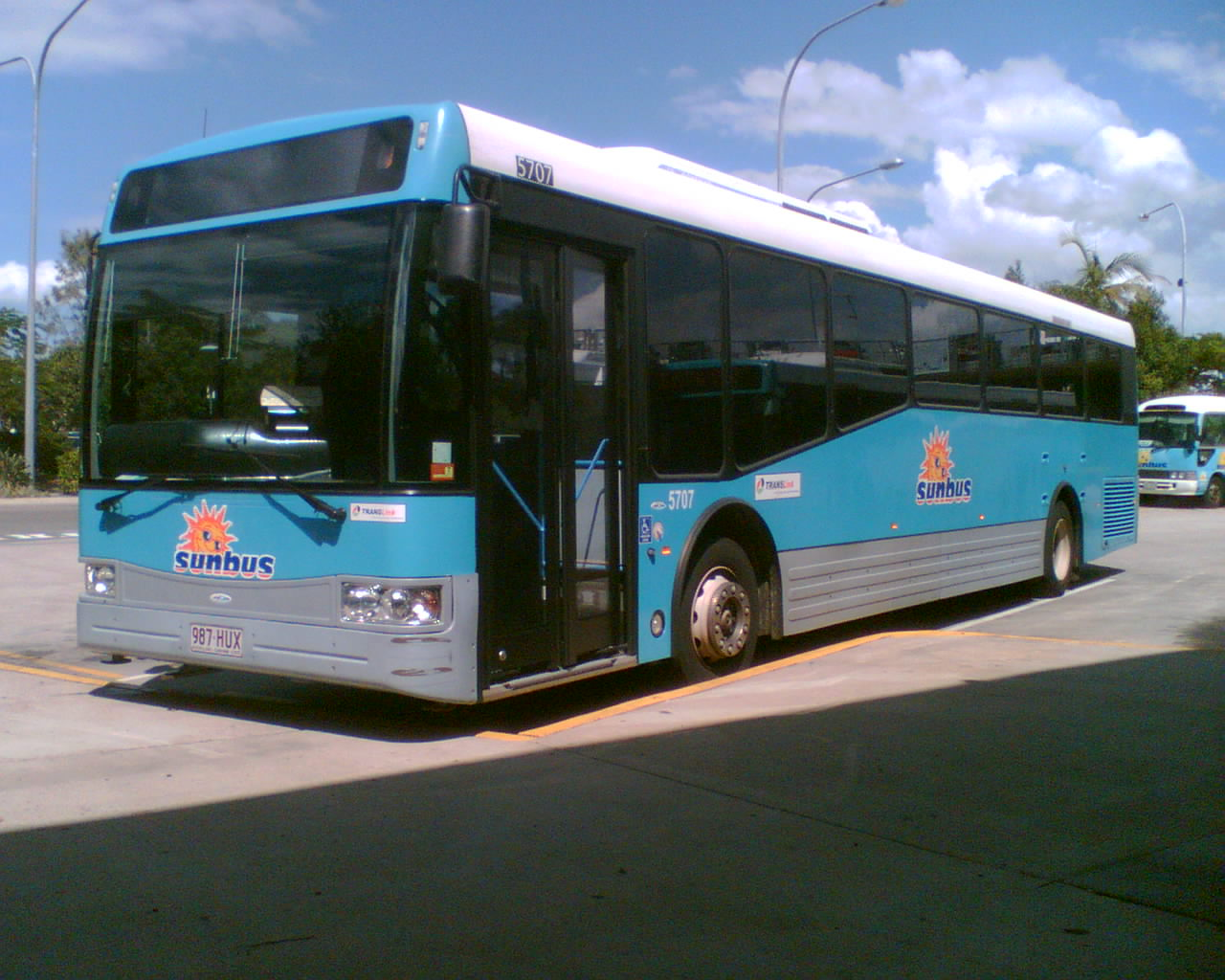
悉尼阳光巴士的一辆Bustech VST车体B12BLE底盘巴士

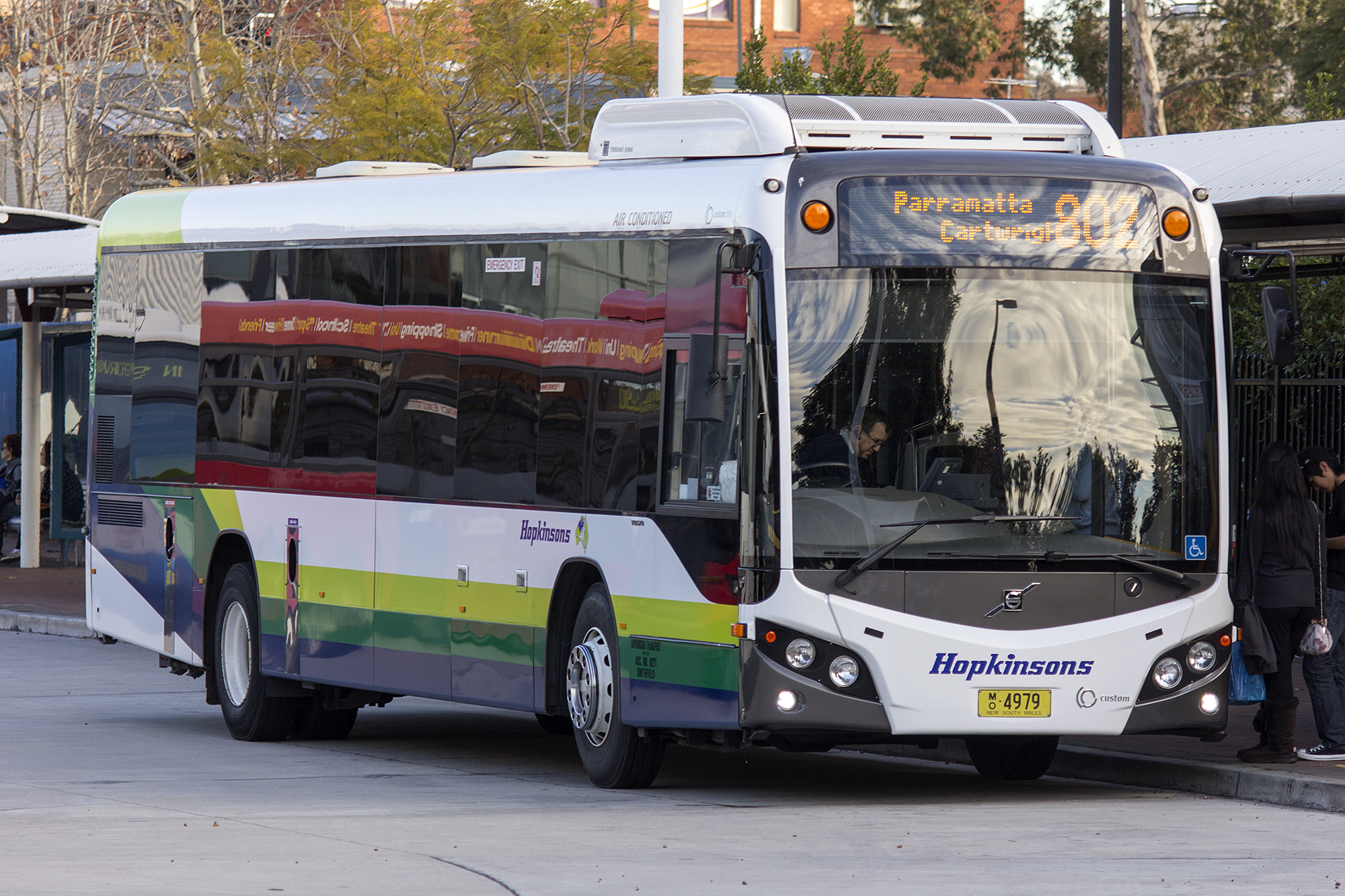
一辆卡斯特姆·科切斯CB80车体及沃尔沃B12BLE底盘的巴士

澳大利亚的多个公共交通运营商运营了大量的B12BLE底盘巴士。其中有的采用欧III标准，有的采用欧IV标准，亦有一些采取欧V标准。
沃尔沃B12BLEA型底盘依据悉尼国家交通运输局的概念进行设计，而先前的B7LA底盘在悉尼许多线路上都会因丘陵地形而显得动力不足。世界上首款B12BLEA便是于2005年末由悉尼国家交通运输局投入使用的。
2003年，国家交通运输局达成一笔购买60辆公交底盘的订单，并由卡斯特姆·科切斯公司为它们加装车体。其由早期版本使用12升沃尔沃柴油引擎和五速ZF 5HP-602变速箱， 中后期采用六速采埃孚6HP602C变速箱提供动力。
国家交通运输局还另外订购了傲群CR228L车身、B12BLEA型底盘的巴士。傲群车身多见于高负载量公共汽车上。其中大多数多于傲群托马戈工厂生产，剩下的则在丹德农建造。
2013年10月，共20副B12BLE (19*CB60, 1*CR228L)交付给新的营运商悉尼交通运输系统并由3区接管。
2011年，珀斯交通订购了30副沃尔沃B12BLEA，并配备了傲群CR228L车体。8月26日，沃尔沃向昆士兰州Clarks Logan城市公交服务公司交付了一批B12BLE巴士，至此，该公司共运营了100辆该B12BLE底盘巴士，为澳大利亚运营B12BLE最多的公司。
在澳大利亚，大多数B12BLE底盘公交的车身都是由卡斯特姆·科切斯，傲群，Bustech等澳大利亚本土公司制造的。

### B12BLEA底盘

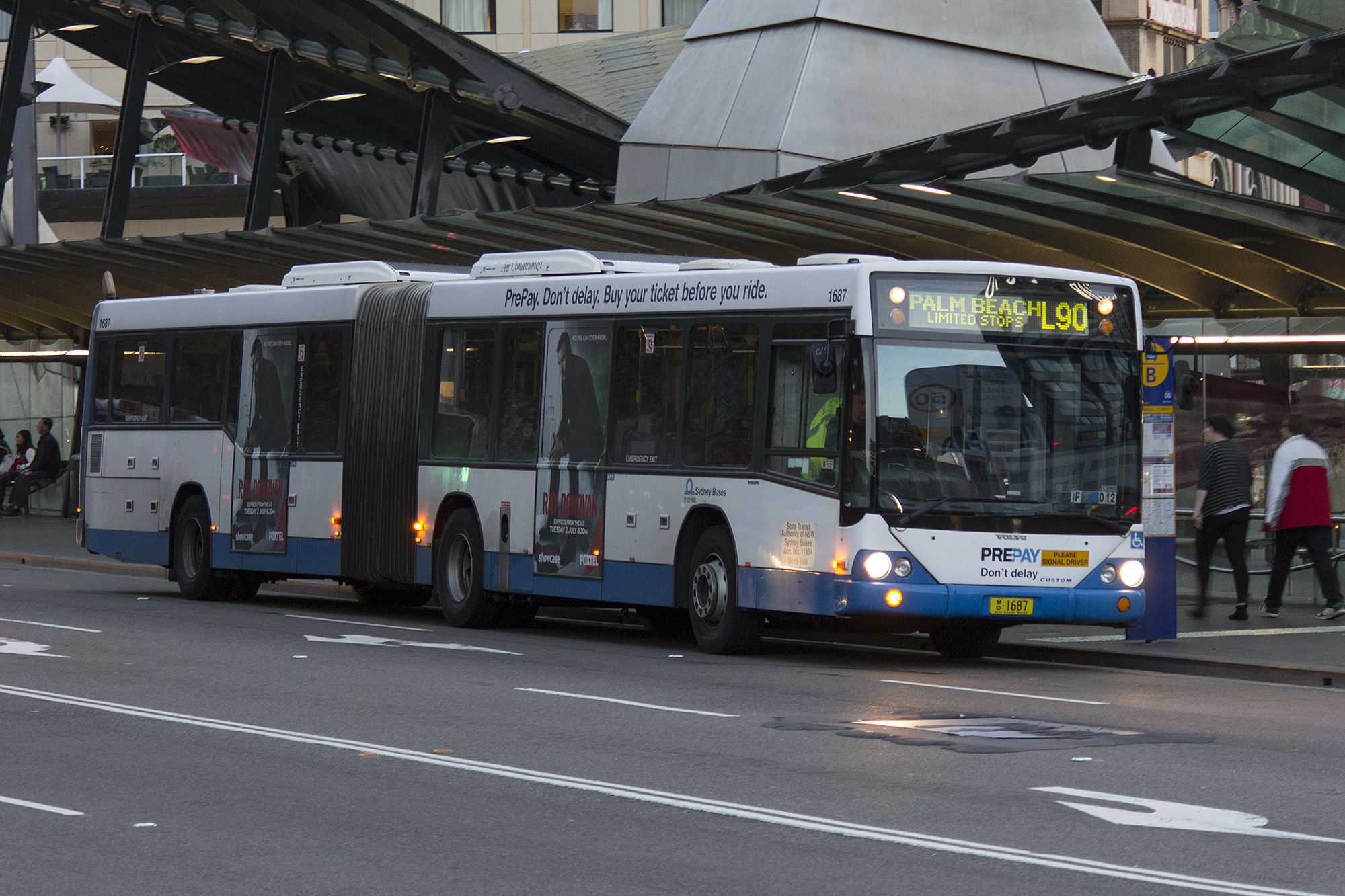
悉尼一辆卡斯特姆·科切斯CB60车体及沃尔沃B12BLEA底盘的巴士
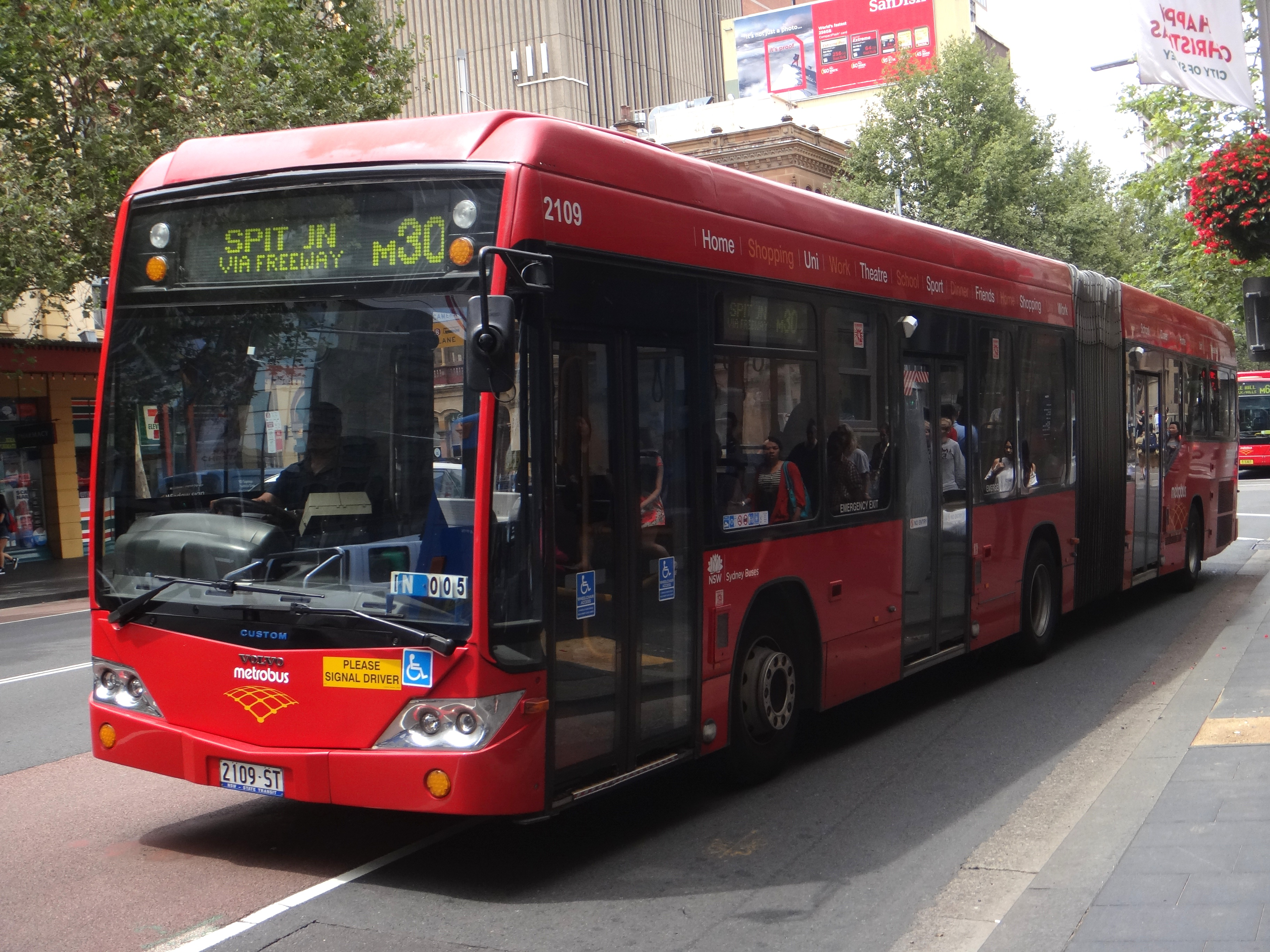
一辆CB60 Evo II车体及沃尔沃B12BLEA(欧V标准)底盘的巴士
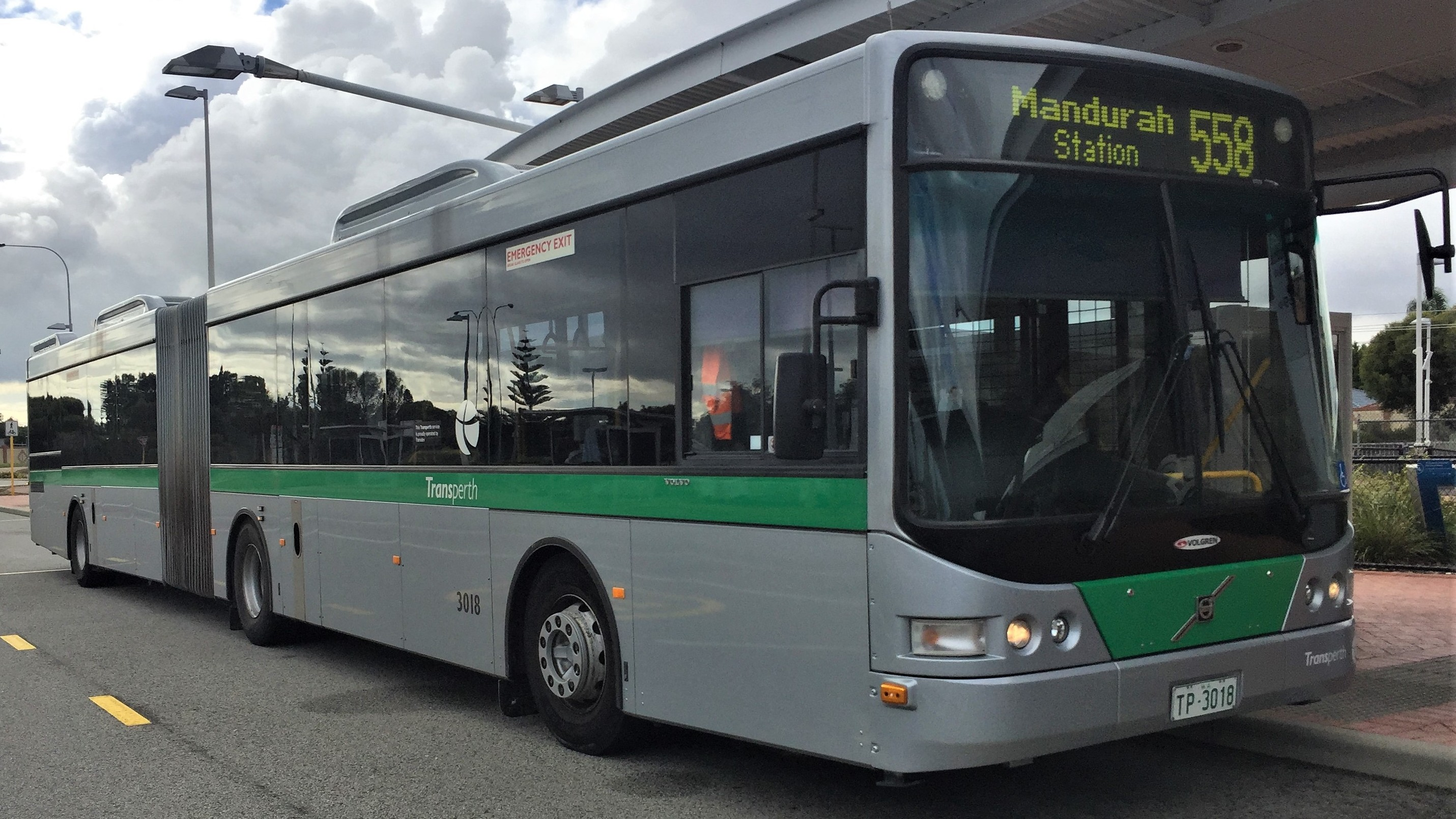
珀斯交通一辆配有傲群CR228L车体及沃尔沃B12BLEA底盘的巴士

## 新加坡

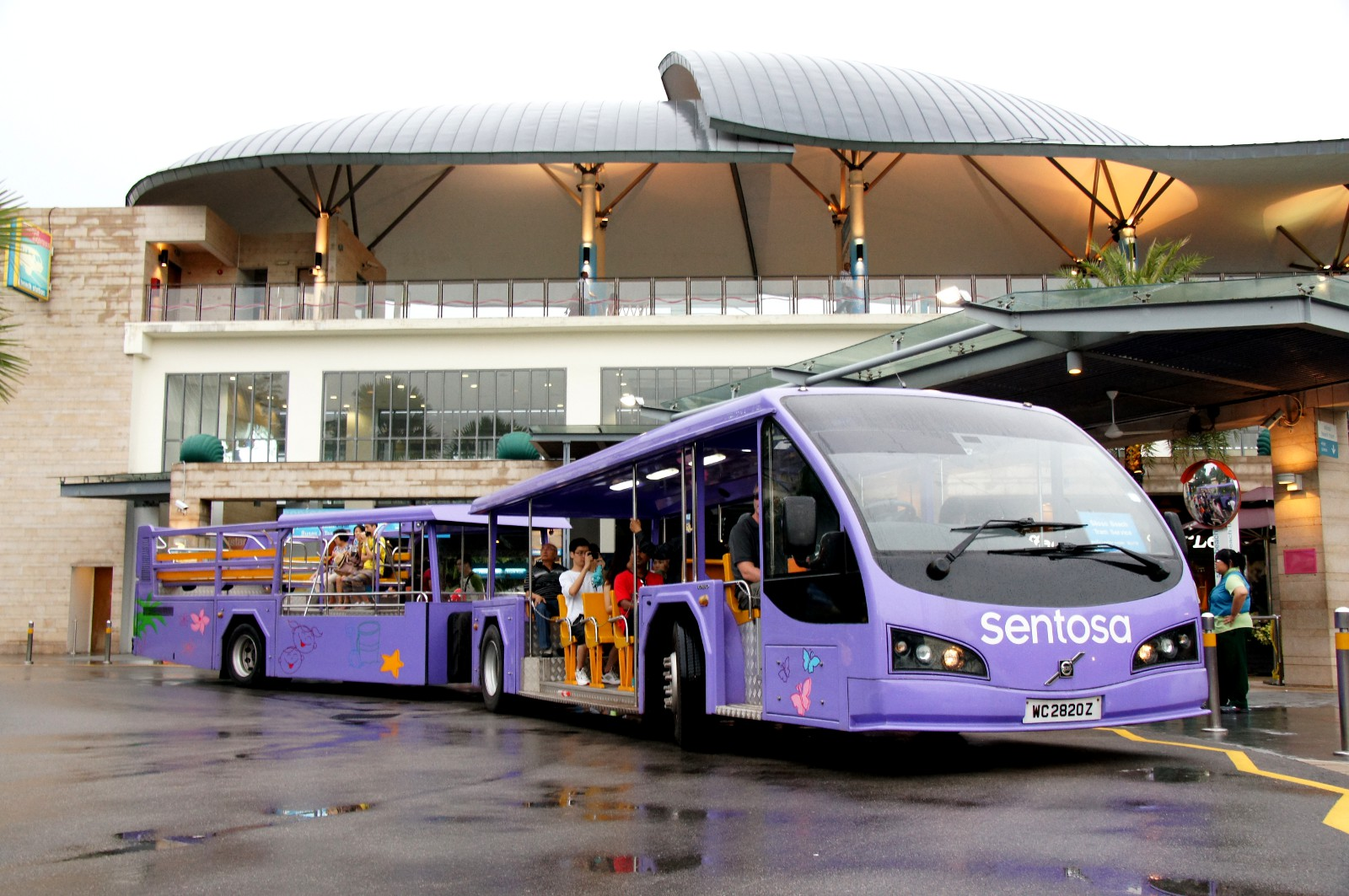
圣淘沙的沃尔沃B12BLEA

圣淘沙运营了两辆沃尔沃B12BLEA底盘巴士，在岛上的西罗索海滩电车路线上运行。巴士后部模块由一个很大的，遮蔽着的站立区域组成，其中大约在驱动轴的突出部位处有一片座位区。这些车辆由新加坡康福德高工程公司加装车体，制色为紫色。而运行速度则因安全原因进行了限制。